# Parasterope pollex
Parasterope pollex är en kräftdjursart som beskrevs av Louis S. Kornicker 1967. Parasterope pollex ingår i släktet Parasterope och familjen Cylindroleberididae. Inga underarter finns listade i Catalogue of Life.